# Одеська обласна рада депутатів трудящих ІІ скликання
Одеська обласна рада депутатів трудящих другого скликання — представничий орган Одеської області 1947-1950 років.
Нижче наведено список депутатів Одеської обласної ради 2-го скликання, обраних 21 грудня 1947 року. Всього до Одеської обласної ради 2-го скликання було обрано 97 депутатів. 
| Прізвище, ім'я, по-батькові         | Виборчий округ                     | Посада                                                                                           | Примітки |
| ----------------------------------- | ---------------------------------- | ------------------------------------------------------------------------------------------------ | -------- |
| Аніна-Радченко Ніна Денисівна       | Ворошиловський № 28 міста Одеси    | директор Одеського науково-дослідного санітарно-бактеріологічного інституту                      |          |
| Афанасьєва Катерина Павлівна        | Сталінський № 6 міста Одеси        | завідувач навчальної частини Одеської школи № 49                                                 |          |
| Афонін Микола Іванович              | Комінтернівський № 66              | 1-й секретар Комінтернівського райкому КП(б)У                                                    |          |
| Бежан Іван Іванович                 | Новопавлівський № 48               | директор Біляївської МТС                                                                         |          |
| Блащук Пелагія Юхимівна             | Ворошиловський № 32 міста Одеси    | сортувальниця Одеської тютюнової фабрики                                                         |          |
| Бойко Степан Петрович               | Балтський № 43                     | завідувач Одеського обласного відділу охорони здоров'я                                           |          |
| Бондаренко Степан Гаврилович        | Котовський № 69                    | бригадир рільничої бригади колгоспу «Червоний шлях» Котовського району                           |          |
| Бородкін Порфирій Григорович        | Ворошиловський № 30 міста Одеси    | генерал-майор Радянської армії                                                                   |          |
| Бусько Микола Лукич                 | Ленінський № 21 міста Одеси        | слюсар Одеського заводу імені Жовтневої революції                                                |          |
| Бучутська Ганна Яківна              | Бандурівський № 51                 | завідувач навчальної частини неповної середньої школи села Салгутове Гайворонського району       |          |
| Ващук Марія Іванівна                | Сталінський № 4 міста Одеси        | робітниця Одеської швейної фабрики імені Воровського                                             |          |
| Вербін Яким Якимович                | Велико-Дальницький № 80            | директор Одеського сільськогосподарського інституту, професор, доктор сільськогосподарських наук |          |
| Воліковська Ірина Іванівна          | Сталінський № 5 міста Одеси        | артистка Одеського державного театру опери і балету, народна артистка УРСР                       |          |
| Волковинський Андрій Лук'янович     | Савранський № 96                   | прокурор Одеської області                                                                        |          |
| Волковська Ольга Микитівна          | Ворошиловський № 31 міста Одеси    | вчителька Одеської школи № 47, заслужена вчителька УРСР                                          |          |
| Гапчук Олександра Федорівна         | Ширяївський № 95                   | доярка колгоспу імені Сталіна Ширяївського району                                                |          |
| Гнидін Василь Сергійович            | Котовський № 68                    | генерал-майор Радянської армії                                                                   |          |
| Голоднов Олексій Васильович         | Ворошиловський № 33 міста Одеси    | офіцер Радянської армії, Герой Радянського Союзу                                                 |          |
| Гросицька Лідія Іванівна            | Врадіївський № 47                  | ланкова колгоспу імені Леніна Врадіївського району                                               |          |
| Гуреєв Микола Михайлович            | Свірнівський № 54                  | начальник Одеського обласного відділу сільського господарства                                    |          |
| Данькевич Костянтин Федорович       | Ворошиловський № 29 міста Одеси    | директор Одеської державної консерваторії, композитор                                            |          |
| Дехтяр Беніамін Лазарович           | Іванівський № 60                   | завідувач Іванівського районного відділу охорони здоров'я                                        |          |
| Дмитрієв Модест Львович             | Коханівський № 90                  | заступник голови Одеського облвиконкому                                                          |          |
| Ємець Іван Іларіонович              | Первомайський міський № 83         | 1-й секретар Первомайського міськкому КП(б)У                                                     |          |
| Жарченко Федосій Васильович         | Роздільнянський № 87               | завідувач Одеського обласного відділу народної освіти                                            |          |
| Забуранний Архип Каленикович        | Маринівський № 58                  | голова виконкому Доманівської районної ради депутатів трудящих                                   |          |
| Завальнюк Ганна Дмитрівна           | Ємилівський № 53                   | бригадир рільничої бригади колгоспу імені XIII партз'їзду Голованівського району                 |          |
| Зайцев Микола Васильович            | Іллічівський № 7 міста Одеси       | завідувач Одеського обласного відділу мистецтв                                                   |          |
| Зубко Ксенія Карпівна               | Йосипівський № 75                  | колгоспниця колгоспу імені Леніна Вільшанського району                                           |          |
| Ільїна Марія Ісаківна               | Миколаївський № 77                 | трактористка Благовіщенської МТС                                                                 |          |
| Їжак Артем Савович                  | Доманівський № 57                  | заступник начальника Одеського обласного відділу сільського господарства                         |          |
| Камінський Віталій Антонович        | Первомайський міський № 82         | машиніст-інструктор залізничної станції Голта                                                    |          |
| Канцур Віра Терентіївна             | Жовтневий № 79                     | трактористка Петровірівської МТС Жовтневого району                                               |          |
| Караваєв Костянтин Семенович        | Ленінський № 23 міста Одеси        | голова Одеського облвиконкому                                                                    |          |
| Кардашов Олександр Васильович       | Вільшанський № 74                  | 1-й секретар Одеського обкому ЛКСМУ                                                              |          |
| Кириченко Олексій Іларіонович       | Сталінський № 1 міста Одеси        | 1-й секретар Одеського обкому КП(б)У                                                             |          |
| Коритнянська Ольга Самсонівна       | Піщанський № 86                    | ланкова колгоспу імені Сталіна Піщанського району                                                |          |
| Корнієнко Марія Миронівна           | Мостівський № 76                   | доярка колгоспу імені Сталіна Мостівського району                                                |          |
| Кравченко Євгенія Павлівна          | Цебриківський № 93                 | трактористка Катаржинської МТС Цебриківського району                                             |          |
| Кузнєцова Поліна Петрівна           | Кагановичський № 18 міста Одеси    | робітниця Одеського канатного заводу                                                             |          |
| Кушко Леонтій Семенович             | Овідіопольський № 78               | бригадир тракторної бригади Овідіопольської МТС                                                  |          |
| Лебін Дмитро Єфремович              | Іллічівський № 8 міста Одеси       | начальник Одеського обласного управління МДБ                                                     |          |
| Лемех Євген Никифорович             | Тридубський № 62                   | комбайнер Куряче-Лозівської МТС                                                                  |          |
| Лерер Борис Маркович                | Ленінський № 22 міста Одеси        | керуючий Одеського Енергокомбінату                                                               |          |
| Лікутін Олександр Миколайович       | Іллічівський № 12 міста Одеси      | директор Одеського заводу імені Січневого повстання                                              |          |
| Лоцман Георгій Кузьмич              | Іллічівський № 13 міста Одеси      | голова виконкому Іллічівської районної ради депутатів трудящих                                   |          |
| Лутов Іван Петрович                 | Березівський № 39                  | 1-й секретар Березівського райкому КП(б)У                                                        |          |
| Любимова Ганна Павлівна             | Кагановичський № 19 міста Одеси    | вагоноводій Одеського трамваю                                                                    |          |
| Макаренко Пахом Михайлович          | Воднотранспортний № 27 міста Одеси | начальник Чорноморського пароплавства                                                            |          |
| Марчук Катерина Йосипівна           | Гайворонський № 49                 | ланкова колгоспу імені Будьонного Гайворонського району                                          |          |
| Мельник Яків Іванович               | Первомайський № 84                 | директор радгоспу імені 25 річчя Жовтня                                                          |          |
| Мельников Микола Якович             | Троїцький № 89                     | завідувач Одеського обласного торгівельного відділу                                              |          |
| Митько Олександра Максимівна        | Воднотранспортний № 25 міста Одеси | електрозварниця Одеського заводу імені Андре Марті                                               |          |
| Мудренко Борис Петрович             | Ульяновський № 55                  | голова виконкому Грушківської районної ради депутатів трудящих                                   |          |
| Назаренко Кирило Спиридонович       | Нейківський № 40                   | завідувач держсортодільниці Березівського району                                                 |          |
| Назаренко Наталія Ісаківна          | Біляївський № 37                   | заступник завідувача сільськогосподарського відділу Одеського обкому КП(б)У                      |          |
| Найдек Леонтій Іванович             | Могильнянський № 50                | 2-й секретар Одеського обкому КП(б)У                                                             |          |
| Нефедов Олексій Олександрович       | Кривоозерський № 61                | заступник голови Одеського облвиконкому                                                          |          |
| Никифоров Іван Миколайович          | Любашівський № 72                  | секретар Одеського облвиконкому                                                                  |          |
| Ніколаєнко Лука Данилович           | Кодимський № 63                    | уповноважений Міністерства заготівель СРСР по Одеській області                                   |          |
| Пастушенко Тихін Сергійович         | Катеринівський № 85                | бригадир тракторної бригади Кам'яномостівської МТС                                               |          |
| Пахомов Михайло Матвійович          | Сталінський № 3 міста Одеси        | голова Одеської обласної планової комісії                                                        |          |
| Первушин Олексій Миколайович        | Ананьївський № 34                  | заступник командувача Одеського військового округу, генерал-майор                                |          |
| Пермінов Анатолій Іванович          | Іллічівський № 9 міста Одеси       | директор Одеського заводу «Кінап»                                                                |          |
| Плахотников Григорій Якович         | Фрунзівський № 91                  | голова Одеського обласного суду                                                                  |          |
| Полудін Пантелеймон Митрофанович    | Гандарбурзький № 35                | 1-й секретар Ананьївського райкому КП(б)У                                                        |          |
| Приходько Петро Єлисейович          | Іллічівський № 11 міста Одеси      | завідувач Одеського обласного відділу соціального забезпечення                                   |          |
| Приходько Степан Іванович           | Будьоннівський № 88                | голова Марківської сільської ради Роздільнянського району                                        |          |
| Прищепа Петро Калинович             | Ленінський № 24 міста Одеси        | начальник УКР МДБ по Одеському військовому округу                                                |          |
| Прожегурін Леонід Борисович         | Кагановичський № 16 міста Одеси    | начальник Одеського обласного шляхового відділу                                                  |          |
| Радецький Василь Дмитрович          | Білинський № 46                    | голова виконкому Балтської районної ради депутатів трудящих                                      |          |
| Радченко Іван Омелянович            | Крижанівський № 81                 | завідувач районного відділу сільського господарства Одеського приміського району                 |          |
| Рибчак Василь Наумович              | Ясенівський № 73                   | головний агроном Любашівського районного відділу сільського господарства                         |          |
| Савчук Микола Панасович             | Сталінський № 2 міста Одеси        | ректор Одеського державного університету, доктор біологічних наук                                |          |
| Самохін Іван Федорович              | Голованівський № 52                | головний лікар Голованівської районної лікарні                                                   |          |
| Сенкевич Іван Хомич                 | Червоноокнянський № 67             | голова виконкому Червоноокнянської районної ради депутатів трудящих                              |          |
| Сивацький Тихон Сергійович          | Долинський № 59                    | голова колгоспу імені Ворошилова Долинського району                                              |          |
| Сойфер Семен Леонідович             | Кагановичський № 17 міста Одеси    | директор Одеського заводу імені Андре Марті                                                      |          |
| Степаненко Зінаїда Ісаківна         | Нестоїтський № 70                  | голова організаційного бюро Одеського обкому спілки працівників МТС і земельних органів          |          |
| Степаненко Олександр Данилович      | Велико-Михайлівський № 41          | завідувач Одеського обласного фінансового відділу                                                |          |
| Струтинський Денис Єремійович       | Немирівський № 45                  | голова сільської ради села Коритне Балтського району                                             |          |
| Сущенко Леонід Григорович           | Кагановичський № 15 міста Одеси    | начальник управління Одеської залізниці                                                          |          |
| Тараканова Ніна Андріївна           | Бакшанський № 97                   | голова колгоспу імені Ворошилова Савранського району                                             |          |
| Тарасов Авакум Лукич                | Слобідський № 64                   | голова виконкому Кодимської районної ради депутатів трудящих                                     |          |
| Титаренко Галина Іванівна           | Данило-Балківський № 56            | ланкова колгоспу імені Паризької комуни Грушківського району                                     |          |
| Ткаченко Марія Кузьмівна            | Липецький № 71                     | дільничний агроном Котовської МТС                                                                |          |
| Фабрика Степан Петрович             | Андрієво-Іванівський № 36          | голова виконкому Андрієво-Іванівської районної ради депутатів трудящих                           |          |
| Фінегін Яків Іванович               | Грабівський № 65                   | начальник Одеського обласного управління сільського й колгоспного будівництва                    |          |
| Цибулевський Трохим Семенович       | Чорнянський № 94                   | голова виконкому Чорнянської районної ради депутатів трудящих                                    |          |
| Чумаченко Григорій Федорович        | Кагановичський № 20 міста Одеси    | завідувач Одеського обласного комунального відділу                                               |          |
| Шарапов Микола Іванович             | Сашеострівський № 92               | голова виконкому Фрунзівської районної ради депутатів трудящих                                   |          |
| Шатохіна Марія Василівна            | Василівський № 38                  | завідувачка держсортодільниці                                                                    |          |
| Шевченко Петро Якимович             | Велико-Плосківський № 42           | голова виконкому Велико-Михайлівської районної ради депутатів трудящих                           |          |
| Шемена Семен Іванович               | Кагановичський № 14 міста Одеси    | начальник Одеського обласного управління МВС                                                     |          |
| Широких Євген Сильвестрович         | Воднотранспортний № 26 міста Одеси | заступник начальника Одеського порту                                                             |          |
| Шниренков Олександр Васильович      | Оленівський № 44                   | капітан 2-го рангу Чорноморського флоту                                                          |          |
| Ястремська Олександра Костянтинівна | Іллічівський № 10 міста Одеси      | ткаля Одеської джутової фабрики                                                                  |          |